# Biosfærereservater i Europa og Nordamerika
Under UNESCOs Man and the Biosphere Program er der 308 biosfærereservater, der er anerkendt som en del af Verdensnetværk af biosfærereservater i Europa og Nordamerika (pr. april 2023). Disse er fordelt på 41 lande i regionen.
Biosfærereservater, der opererer under UNESCO Man and the Biosphere Programme, sigter mod at opnå tre forvaltningsmål om bevaring, bæredygtig socioøkonomisk udvikling og logistisk støtte.

## Listen
Nedenfor er listen over biosfærereservater i Europa og Nordamerika, organiseret efter land/territorium, sammen med det år, hvor disse blev udpeget som en del af World Network of Biosphere Reserves.
Listen inkluderer ikke det interkontinentale biosfærereservat i Middelhavet, et biosfærereservat, der deles mellem Marokko og Spanien, og som er blevet klassificeret som en del af de arabiske stater.

### Albanien
- Ohrid-Prespa (2014) (delt med Nordmakedonien)[3]

### Østrig
- (Gossenköllesee (1977) - trukket tilbage i 2014)
- (Gurgler Kamm (1977) - trukket tilbage i 2014)
- (Lobau (1977) - trukket tilbage i 2016)
- (Neusiedler See (1977) - trukket tilbage i 2016)
- Großwalsertal (siden 2000)
- Wienerwald (siden 2005)
- Salzburger Lungau & Kärntner Nockberge biosfærereservat [4](siden 2012)
- Nedre Muradal [5](2019)
- Biosfærereservatet Mura-Drava-Donau med fem lande (Østrig, Kroatien, Ungarn, Serbien, Slovenien)[6]

### Hviderusland
- Berezinsky biosfærereservat (1978)
- Belovezhskaya Pushcha (1993)
- Vest Polesie grænseoverskridende biosfærereservat (2004)

### Bulgarien
- (Dupkata (1977, trukket tilbage i 2017) [7]
- (Kamtchia (1977, trukket tilbage i 2017)) [7]
- (Steneto (1977, fusioneret i 2017)
- (Boatin (1977, fusioneret i 2017))
- (Tsarichina (1977, fusioneret i 2017))
- ( Dzhendema (1977, fusioneret i 2017))
- Ali Botush (1977)
- Bistrishko Branishte (1977)
- Bayuvi Dupki–Dzhindzhiritsa (1977) (i Pirin National Park )
- Mantaritza (1977)
- Uzunbodzhak (1977)
- Parangalitsa (1977) (i Rila National Park )
- Srebarna (1977)
- Tchervenata sténa (1977)
- Chuprene (1977)
- Centralbalkan Nationalpark (oprettet i 2017 ved at sammenlægge fire eksisterende reservater) [7]

### Canada[8]
- Mont Saint-Hilaire (1978)
- Waterton (1979)
- Long Point (1986)
- Riding Mountain (1986)
- Charlevoix (1988)
- Niagara Escarpment (1990)
- Clayoquot Sound (2000)
- Redberry Lake (2000)
- Lac Saint-Pierre (2000)
- Mount Arrowsmith (2000)
- Sydvest Nova (2001)
- Frontenac Arch (2002)
- Georgian Bay (2004)
- Manicouagan Uapishka (2007)
- Fundy (2007)
- Bras d'Or Lake (2011)
- Beaver Hills (2016)
- Tsá Tué (2016)
- Howe Sound (2021) [9]

### Kroatien
- Sjeverni Velebit nationalpark (1977)
- Mura Drava Donau biosfærereservat (sammen med Ungarn 2012)

### Tjekkiet
- Krivoklátsko (1977)
- Třeboň-bækkenet (1977)
- Sumava (1990)
- Bílé Karpaty (1996)
- Sydmähren biosfærereservat (2003)

### Tjekkiet og Polen
- Krkonosen/Karkonosze grænseoverskridende biosfærereservat (1992)

### Danmark
- Nordøstgrønland (trukket tilbage i 2019)(1977)
- Møn (2017) [7]

### Estland
- Vestestiske Øhav (1990)

### Finland
- Nordkarelsk (1992)
  - Petkeljärvi Nationalpark
  - Patvinsuo Nationalpark
- Skærgårdshavet Nationalpark (1994)

### Frankrig
- Commune de Fakarava (1977)
- Vallée du Fango (eller Falasorma-Dui Sevi, Korsika) (1977)
- Camargue (Rhônedeltaet) (1977)
- Cevennes (1984)
- Iroise (1988)
- Mont Ventoux (1990)
- Archipel de la Guadeloupe (1992)
- Luberon Lure (1997)
- Fontainebleausskoven biosfærereservat (1998)
- Dordognes afvandingsområde (2012)
- Marais Audomarois (2013)
- Gorges du Gardon (2015)
- Martinique biosfærereservat (2021)
- Moselle Syd biosfærereservat (2021)

### Frankrig og Tyskland
- Pfalzerskoven – Nordvogeserne (1998)

### Frankrig og Italien
- Monte Viso (2014)

### Tyskland
- Biosfærereservat Mittelelbe (1979)
- Vessertal -Thüringer Wald (1979)
- Bayerischer Wald (1981)
- Berchtesgaden Alperne (1990)
- Vadehavet og Hallig-øerne i Schleswig-Holstein (1990)
- Schorfheide-Chorin biosfærereservat (1990)
- Spreewald (1991)
- Sydøstlige Rügen biosfærereservat (1991)
- Rhön biosfærereservat (1991)
- Niedersachsiske Vadehav (1992)
- Nationalpark Hamburgisches Wattenmeer (1992)
- Oberlausitzer hede- og sølandskab (1996)
- Schaalsee (2000)
- Bliesgau biosfærereservat (2009)
- Schwabiske Alb (2009)
- Schwarzwald (2017) [7]

### Grækenland
- Samaria-kløften (1981)
- Mount Olympus (1981)
- Asterousia-bjergene (2020)

### Ungarn
- Aggtelek Nationalpark (1979)
- Hortobágy Nationalpark (1979)
- Kiskunság Nationalpark (1979)
- Pilis-bjergene (1980)
- Fertő-Hanság Nationalpark (1991) UNESCO Biosphere Reserve siden 1979

### Irland
- Dublin Bay biosfærereservat (1981-2015 North Bull Island biosfærereservat)

- Killarney (1982)

- Isle of Man (2016) - hele territorium og territorialfarvande

### Israel
- Mount Carmel (1996)
- Megiddo biosfærereservat (2011; tidligere " Ramat Menashe") [7]

### Italien
- Collemeluccio-Montedimezzo (1977)
- Circeo (1977)
- Miramare (1979)
- Cilento og Vallo di Diano (1997)
- Somma-Vesuvio og Miglio d'Oro (1997)
- Valle del Ticino (2002), derefter Ticino Val Grande Verbano (2018)
- Toscanske øer (2003)
- Selva Pisana (2004)
- Monviso (2013)
- Sila (2014)
- Tepilora, Rio Posada og Montalbo (2017) [7]
- Monte Peglia (2018) [10]
- Valle Camonica - Alto Sebino (2018) [10]

### Letland
- North Vidzeme (1997)

### Litauen
- Žuvintas (2002)

### Moldova
Nedre Prut biosfærereservat

### Montenegro
- Tara flodenn (1976)

### Holland
- Vadehavsområdet (1986, trukket tilbage 2018) [11]
- Maasheggen (2018)

### Nordmakedonien
- Ohrid-Prespa (2014) (delt med Albanien)

### Polen
- Babia Góra Massif (1976)
- Białowieża Skov (1976)
- Łuknajno-søen (1976)
- Słowiński (1976)
- Tatrabjergene (1992) (Grænseoverskridende med Slovakiet)
- Karkonosze (1992) (delt med Tjekkiet )
- Østkarpatiske Biosfærereservat (1998) (Grænseoverskridende med Slovakiet og Ukraine)
- Kampinos Skov (2000)
- Polesie Nationalpark (2002) (Grænseoverskridende med Ukraine og Hviderusland) (2012)
- Tucholaskoven (2010)

### Portugal
- Paúl do Boquilobo (1981)
- Corvoøen biosfærereservat (2007)
- Graciosa Island (2007)
- Flores Island (2009)
- Castro Verde biosfærereservat (2017)[7]

### Portugal og Spanien
- Geres-Xures grænseoverskridende biosfærereservat (2009)
- Meseta Ibérica grænseoverskridende biosfærereservat (2015)

### Rumænien
- Pietrosul Mare biosfærereservat (1979)
- Retezat (1979)

### Rumænien og Ukraine
- Donaudeltaet (1998)

### Rusland
- Kavkazskiy (1978)
- Okskiy (1978)
- Prioksko-Terrasnyi (1978)
- Sikhote-Alin (1978)
- Tsentral'no-Chernozemny (1978)
- Nevski Prospekhetee (1984)
- Kronotskiy (1984)
- Laplandskiy (1984)
- Pechoro-Ilychskiy (1984)
- Sayano -Shushenskiy (1984)
- Sokhondinskiy (1984)
- Voronezhskiy (1984)
- Tsentral'nolesnoy (1985)
- Barguzinskyi (1986)
- Baikalskyi (1986)
- Tzentralnosibirskii (1986)
- Chernyje Zemli (1993)
- Taimyrsky (1995)
- Ubsunorskaya Kotlovina (1997)
- Daursky (1997)
- Teberda (1997)
- Katunsky (2000)
- Nerusso-Desnianskoe-Polesie (2001)
- Visimskiy (2001)
- Vodolozerskiy (2001)
- Commander Islands (2002)
- Darvinskiy (2002)
- Nijegorodskoe Zavolje (2002)
- Smolensk Lakeland (2002)
- Ugra (2002)
- Far East Marine (2003)
- Kedrovaya Pad (2004)
- Kenozerskiy (2004)
- Valdaisky (2004)
- Khankaiskiy (2005)
- Middle Volga Integrated Biosphere Reserve (2006)
- Store Volzhsko-Kamsky (2007)
- Rostovsky (2008)
- Altaisky (2009)
- Kizlyar Bay (2017) [7]
- Metsola (2017) [7]
- Great Altai (2017) (omfatter Katun Nature Reserve i Rusland og Katon-Karagay National Park i Kasakhstan ) [7]

### Serbien
- Golija-Studenica (2001)
- Bačko Podunavlje (2017) [7]

### Slovakiet
- Slovenský Kras (1977)
- Poľana (1990)
- Tatrabjergene (1992) (Grænseoverskridende med Polen)
- Østkarpatiske Biosfærereservat (1998) (Grænseoverskridende med Slovakiet og Ukraine)

### Slovenien
- Julianske Alper (2003)
- Karst biosfærereservat (2004)
- Kozjansko & Obsotelje (2010)
- Mura River (2018) [10]

### Spanien
- Grazalema (1977)
- Ordesa -Viñamala (1977)
- Montseny biosfærereservat (1978)
- Doñana Nationalpark (1980)
- Mancha Húmeda (1980)
- Las Sierras de Cazorla y Segura (1983)
- Marismas del Odiel (1983)
- La Palma (1983)
- Urdaibai (1984)
- Sierra Nevada (1986)
- Cuenca Alta del Río Manzanares (1992)
- Lanzarote (1993)
- Menorca (1993)
- Sierra de las Nieves y su Entomo (1995)
- Cabo de Gata-Nijar (1997)
- Isla de El Hierro (2000)
- Bardenas Reales (2000)
- Muniellos, Gran Cantábrica (2000)
- Somiedo (2000)
- Redes (2001)
- Las Dehesas de Sierra Morena (2002)
- Terras do Miño (2002)
- Valle de Laciana (2003)
- Picos de Europa (2003)
- Monfragüe (2003)
- Valles del Jubera, Leza, Cidacos y Alhama (2003)
- Babia (2004)
- Alto de Bernesga (2005)
- Los Valles de Omaña y Luna (2005)
- Los Argüellos (2005)
- Área de Allariz (2005)
- Gran Canaria (2005)
- Sierra del Rincón (2005)
- Os Ancares Lucenses og Montes de Cervantes (2006)
- Los Ancares Leoneses (2006)
- Las Sierras de Béjar y Francia (2006)
- Río Eo, Oscos e Terras de Buron (2007)
- Fuerteventura (2009)
- Mariñas Coruñesas e Terras do Mandeo (2013)
- Terres de l'Ebre (2013)
- Real Sitio de San Ildefonso - El Espinar (2013)
- Macizo de Anaga (2015)
- onga (2018) [10]

- ( Torne-søområdet (1986) - trukket tilbage i 2010)
- Kristianstads Vattenrike Biosfærereservat (2005) [12]
- Väner- søgruppen (2010) [13]
- Blekinge skærgård (2011) [14]
- Nedre Dalälvens flodlandskab (2011)
- East Vättern Scarp Landscape (2012)
- Voxnadalen (2019)
- Vindelälven-Juhttátahkka (2019)

### Schweiz
- Entlebuch Biosfærereservat (2001)
- Biosfera Val Müstair (2010)

### Tyrkiet
- Camili (2005)

### Ukraine
- Chernomorskiy (1984)
- Askaniya-Nova (1985)
- Carpathian (1992)
- East Carpathian (1998) (Grænseoverskridende med Slovakiet og Ukraine)
- Shatskiy (2002)
- Desnianskyi (2009)
- Roztochya (2011)

### Det Forenede Kongerige
- Beinn Eighe (1976)
- Braunton Burrows (1976), udvidet 2002 som Nord-Devons biosfærereservat
- Cairnsmore of Fleet (1976)
- Biosffer Dyfi (1976)
- (Loch Druidibeg (1976) - trukket tilbage 2013
- Silver Flowe-Merrick Kells (1976)
- Galloway og det sydlige Ayrshire (2012)
- Brighton og Lewes Downs (2014)
- Wester Ross (2016)

### Forenede Stater
- Big Bend (1976)
- Cascade Head (1976)
- Kanaløerne (1976)
- Denali (1976)
- Everglades &amp; Dry Tortugas (1976)
- Glacier (1976)
- Jornada (1976)
- Luquillo (1976)
- OL (1976)
- Organ Pipe Cactus (1976)
- Rocky Mountain (1976)
- San Joaquin (1976)
- Sequoia-Kings Canyon (1976)
- Yellowstone (1976)
- University of Michigan Biological Station (1979)
- Virginia Coast (1979)
- Hawaii-øerne (1980)
- Isle Royale (1980)
- Big Thicket (1981)
- Guanica (1981)
- Central Gulf Coast Plain (1983)
- South Atlantic Coastal Plain (1983)
- Mojave og Colorado Deserts (1984)
- Glacier Bay - Admiralty Island (1986)
- Golden Gate (1988)
- New Jersey Pinelands (1988)
- Southern Appalachian (1988)
- Champlain - Adirondak (1989)
- Mammoth Cave Area (1990)